# 무헤레스 데 네그로
《무헤레스 데 네그로》(스페인어: Mujeres de negro)은 2016년 방영된 멕시코의 텔레노벨라이다.